# Psychiatria kulturowa
Psychiatria kulturowa (dawniej również psychiatria antropologiczna, psychiatria egzotyczna) – dział psychiatrii społecznej badający zależności zaburzeń psychicznych od kultury i warunków środowiska; zawiera takie specjalności jak psychiatria transkulturowa, psychiatria porównawcza i etnopsychiatria. Zalążek tej dziedziny psychiatrii tkwi w relacjach średniowiecznych podróżników i misjonarzy, a jej największy rozkwit trwał od lat 60. do 80. XX wieku.
- Psychiatria transkulturowa bada cechy zaburzeń psychicznych wspólnych dla wielu kultur.
- Psychiatria porównawcza bada różnice w zaburzeniach psychicznych, uwarunkowane odmiennością kulturową. Termin został wprowadzony przez Emila Kraepelina w 1904
- Etnopsychiatria bada egzotyczne typy zaburzeń psychicznych i ich związki z daną grupą etniczną.

Zespoły zaburzeń psychicznych charakterystyczne dla danej kultury nazywane są psychozami etnicznymi, psychozami egzotycznymi, egzotycznymi zespołami psychiatrycznymi lub zespołami uwarunkowanymi kulturowo. Niektórzy badacze, np. psychiatra Edwin Fuller Torrey, kwestionują wyodrębnianie tego rodzaju zespołów, twierdząc, że ze względu na zależność klasyfikacji chorób od danej kultury, wszystkie zaburzenia psychiczne są ograniczone kulturowo.